# Operation Deny Flight
Die Operation Deny Flight (deutsch etwa „Operation Flugverhinderung“) war eine militärische Operation der NATO während und nach dem Bosnienkrieg, die die Durchsetzung der Flugverbotszone über Bosnien-Herzegowina sowie den Schutz der Friedenstruppen der Vereinten Nationen zum Ziel hatte.

## Ziele
Die Operation wurde in drei Teilen durchgeführt:
Der Erste Teil bestand aus Luftüberwachung und dem damit verbundenen Durchsetzen der UN-Resolution 816, welche Flüge von Starr- und Drehflüglern über dem Luftraum Bosnien-Herzegowinas verbot.
Das zweite Ziel war die Durchführung von Luftnahunterstützung für die Friedenstruppen der Vereinten Nationen, die auf Grund der Resolutionen 836, 958 und 981 auf dem Balkan stationiert worden waren.
Das dritte Ziel der Operation Deny Flight war die Durchführung von Luftangriffen auf Ziele innerhalb der UN-Schutzzone.

## Organisation
Die Verantwortung der Operation lag bei dem amerikanischen NATO-General, der den Posten als SACEUR innehatte. Dieser delegierte die Verantwortung an den Kommandeur der Allied Forces Southern Europe, die ihr Hauptquartier in Neapel haben. Die Kontrolle über die täglichen Operationen wurde an die 5th Allied Tactical Air Force übergeben, eine weitere NATO-Einrichtung mit Sitz in Vicenza, Italien.
Die von den Vereinten Nationen ausgesandte Schutztruppe firmierte unter dem Akronym UNPROFOR.
Die Koordination zwischen Vereinten Nationen wurde durch den Austausch von Personal der 5th ATAF und dem örtlichen UN-Hauptquartier in Zagreb und Sarajevo sichergestellt.

## Ablauf

### Vorläufer der Operation Deny Flight
Bereits am 16. Oktober 1992 begann der Vorläufer der Operation Deny Flight, die Operation Sky Monitor. Diese sollte die Einhaltung der UN-Resolution 781 sicherstellen, in welcher ein Flugverbot für sämtliche militärische Flüge über Bosnien-Herzegowina festgeschrieben worden war.
Am 31. März 1993 wurde das Flugverbot auf alle nicht von UNPROFOR autorisierten Flüge ausgeweitet. Am 8. April beschloss der Nordatlantikrat (North Atlantic Council, NAC), dass die NATO bereit sei, die Durchsetzung der Resolution zu gewährleisten, und teilte dies auch den UN mit.

### Ablauf der Operation Deny Flight
Die Operation Deny Flight wurde am 12. April um 12:00 Uhr GMT gestartet, zu diesem Zeitpunkt wirkten Flugzeuge aus Frankreich, den Niederlanden, und der US-amerikanischen US Air Force an der Operation mit. In den folgenden Wochen wurden unter anderem Flugzeuge für die Luftnahunterstützung in die Region verlegt, die die UN-Truppen gegen Angriffe schützen sollten.
Am 2. August 1993 entschied der Nordatlantikrat, die Maßnahmen im Rahmen der Operation Deny Flight auch auf Luftangriffe auszuweiten, mit dem Ziel, die Zivilbevölkerung gegen die dort vorherrschende Unterdrückung und Gewalt zu schützen. Diese Planungen wurden ab dem 9. August in die Tat umgesetzt und wurden neben der Luftüberwachung der Hauptteil der Mission während Herbst und Winter 1993/1994. Am 8. Februar schossen US-Kampfflugzeuge vom Typ F-16 vier serbische Kampfflugzeuge ab, die das Flugverbot über Novi Travnik missachtet haben.

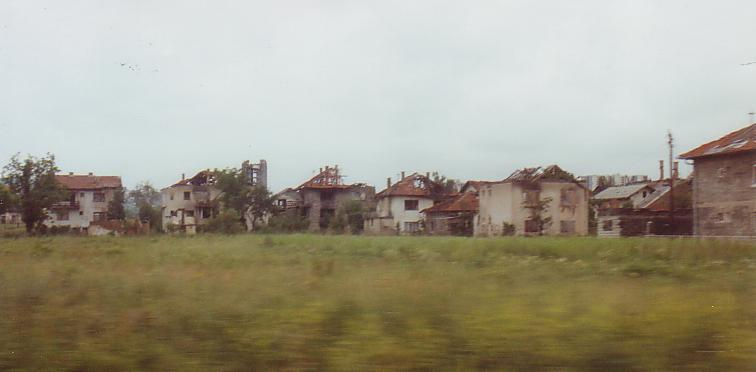
Zerstörte Häuser nahe Sarajevo

Die nächste Änderung in der Strategie der NATO erfolgte im Februar 1994, als der NAC am 9. Februar entschied, dass innerhalb von zehn Tagen, ab dem 10. Februar, alle schweren Waffen in einer Schutzzone von 20 Kilometern um die Stadt Sarajevo abgezogen oder unter Aufsicht der UN gestellt werden müssten. Sämtliche Stellungen, in denen sich nach dem Ende des Ultimatums noch Waffen befanden, waren nun Ziel von weiteren Luftangriffen. Diese Ziele, unter anderem Artillerie und Mörser, wurden den Luftstreitkräften der NATO von den Blauhelmsoldaten zugewiesen, teilweise wurden auch Stellungen außerhalb der Schutzzone angegriffen, wenn von der UN festgestellt wurde, dass diese zu Angriffen auf zivile Ziele verwendet wurden. Die Maßnahmen zeigten insofern Erfolg, als dass Ende Februar ein Großteil der schweren Waffen dort entweder zerstört oder den UN übergeben worden war.

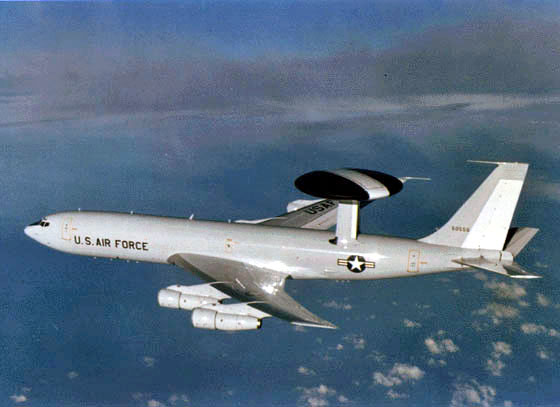
AWACS-Frühwarnflugzeug

Zu ersten Luftkämpfen kam es am 28. Februar. Ein Frühwarnflugzeug (AWACS) Typ Boeing E-3C Sentry entdeckte die Radarsignaturen von unbekannten und unautorisierten Flugzeugen südlich der Stadt Banja Luka und wies zwei amerikanischen General Dynamics F-16 Kampfflugzeugen den Weg zu den Eindringlingen, welche die nun als serbische Kampfflugzeuge identifizierten Flugzeuge erfolgreich abfingen und zum Abdrehen aufforderten. Als diese mit Bombenabwürfen begannen, statt den Befehl zu befolgen, wurden drei der sechs Eindringlinge von den NATO-Fliegern abgeschossen. Ein zweites Paar F-16 schoss ein viertes und fünftes Flugzeug ab, die beiden anderen Serben entkamen und verließen die Flugverbotszone. Am 8. März wurde ein spanisches Transportflugzeug vom Typ CASA C 212 beschossen und musste notlanden, wobei vier Personen an Bord verletzt wurden.
Der erste Ruf nach Luftnahunterstützung erfolgte am 12. März, als französische Blauhelme nahe Bihać unter Beschuss gerieten. Bei diesem ersten CAS-Einsatz (Close Air Support) hatte sich die Situation bereits geklärt, als die Flieger eintrafen.
Dies waren die letzten ruhigen Wochen der Operation Deny Flight. Am 10. April baten Militärbeobachter der UN nahe der Stadt Goražde um CAS-Schutz durch NATO-Flugzeuge. Zwei F-16C warfen Bomben auf angreifende bosnischen Serben ab. Am Tag darauf warfen McDonnell Douglas F/A-18 des US Marine Corps Bomben ab. Am 15. und 16. April wurden NATO-Flugzeuge beschossen. Ein französisches Transportflugzeug konnte mit leichten Schäden entkommen; der Pilot eines britischen Sea Harrier musste mit dem Schleudersitz aussteigen, als er eine CAS-Mission flog. Der Pilot wurde später am Tag von UN-Soldaten gerettet. Beide Vorfälle ereigneten sich ebenfalls in der Gegend um Goražde.
Am 22. April wurde entschieden, ähnlich wie um Sarajevo auch Schutzzonen um die Städte Bihać, Srebrenica, Tuzla und Žepa zu errichten, falls von dort schwere Waffen abgefeuert werden sollten. Außerdem wurde den Serben ein Ultimatum gesetzt, sich aus der Region um Goražde zurückzuziehen, da sie sonst mit Luftangriffen auf sämtliche Stellungen in der Region zu rechnen hätten. Dieses Ultimatum wurde erfüllt, so dass keine Angriffe stattfanden.
Am 5. August fanden wiederum Kämpfe in der Schutzzone um Sarajevo statt. Die bosnischen Serben hatten trotz des weiterhin bestehenden Verbots schwere Waffen (unter Anderen Flakpanzer) in die Region gebracht und aus UN-Lagern gestohlen, welche daraufhin von NATO-Flugzeugen, in diesem Fall Fairchild-Republic A-10, zerstört bzw. kurze Zeit später an die UN zurückgeben wurden. Dies reichte, damit die Serben die Waffen wieder abzogen. Jedoch wurde nur knapp einen Monat später wiederum bei Sarajevo ein französischer Truppentransport attackiert, ein darauf folgender Luftangriff zerstörte einen serbischen Panzer innerhalb der Schutzzone.
Im November wurden auch Flugfelder unter Beschuss genommen. So wurde der Flugplatz Udbina am 21. November 1994 durch 34 britische, französische, niederländische und US-amerikanische Kampfflugzeuge innerhalb von 4 Stunden zerstört, nachdem von dort Angriffe auf UNPROFOR-Truppen nahe Bihać geflogen worden waren.

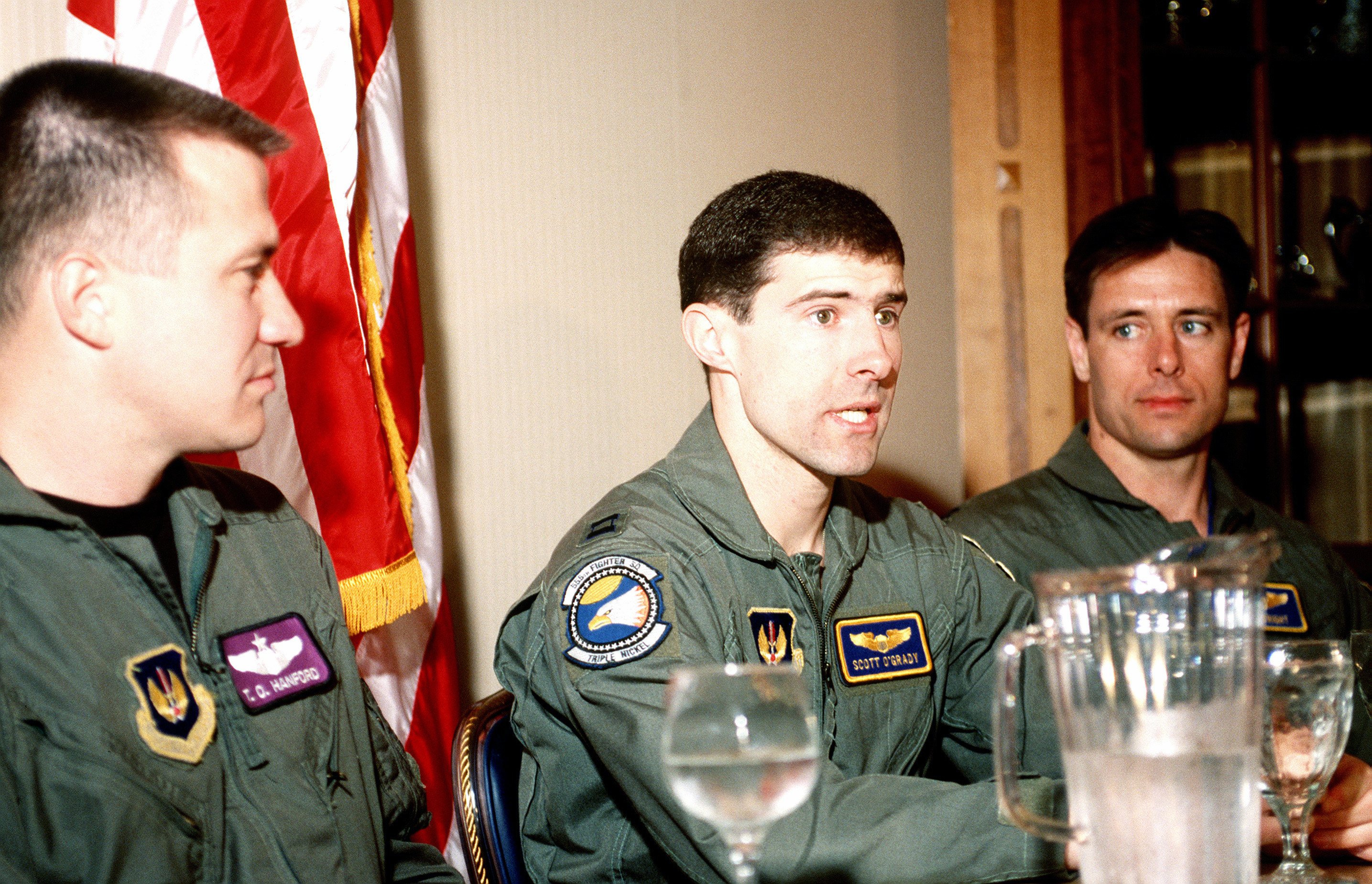
Captain Scott F. O’Grady (Mitte)

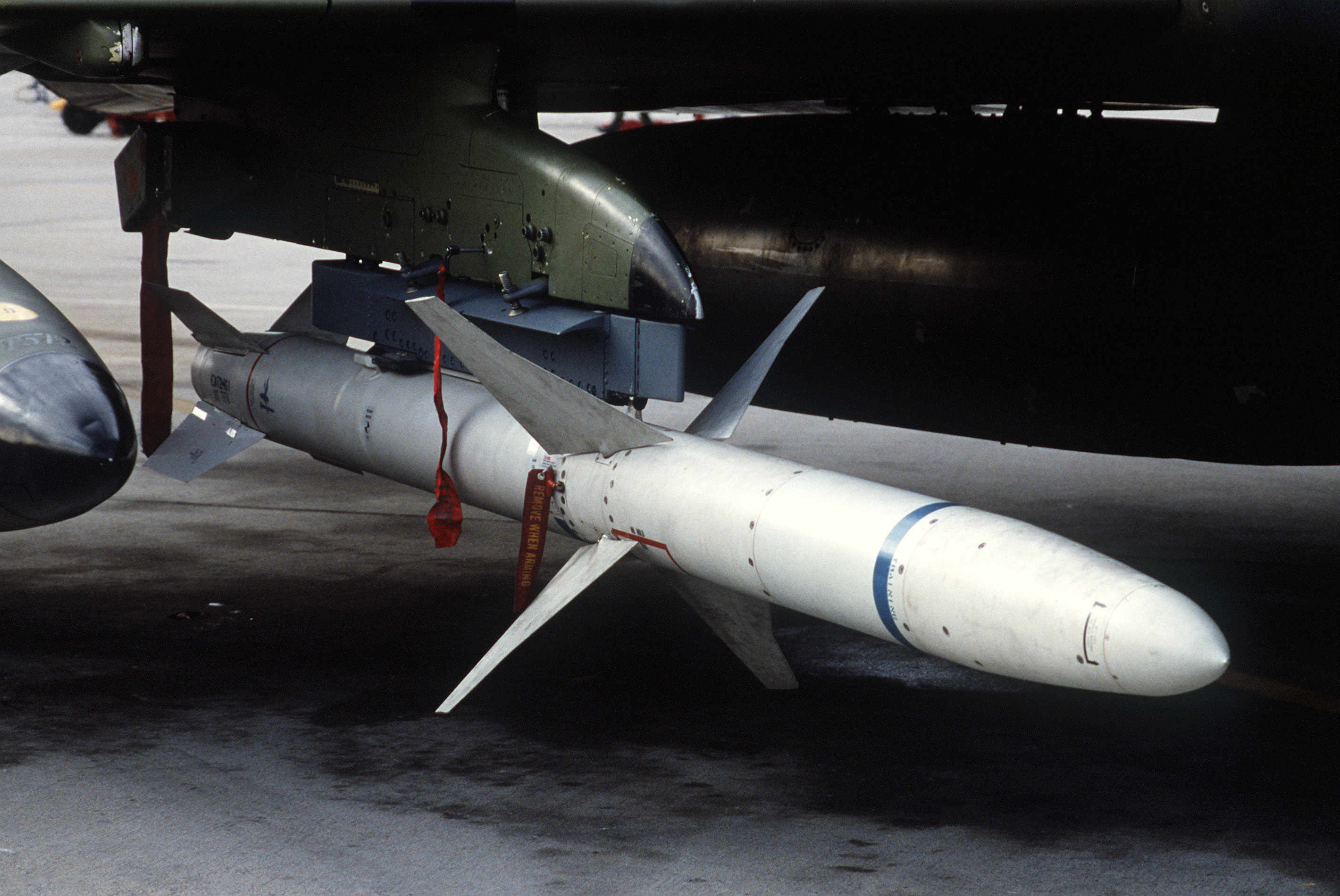
Eine HARM Anti-Radar-Rakete

Am 23. November wurde das erste Mal im Verlauf des Krieges auch ein AWACS der NATO vom Folgeradar von Flugabwehrraketen-Batterien verfolgt. Eskorten von Kampfflugzeugen griffen deshalb die Stellungen bei Bosanska Otoka, Bosanska Krupa und Dvor mit AGM-88 HARM Anti-Radar-Raketen an.
Nach weiteren Angriffen auf Flak-Stellungen im Laufe des Winters wurde ab Mai 1995 auch wieder um Sarajevo herum angegriffen, wo die Bosnisch-Serbische Armee ein Munitionslager angelegt hatte. Dieses wurde am 25. Mai zerstört.
Am 2. Juni 1995 verloren die US-Luftstreitkräfte eine F-16 über Westbosnien. Der Pilot Scott O’Grady wurde gesucht, gefunden und am 9. Juni von US-Marines gerettet.
Auch im Juli und August flog die NATO weitere Angriffe auf von den UN-Truppen identifizierte Ziele, unter anderem am 11. Juli auf Bodenziele bei Srebrenica und am 4. August auf Radar- und SAM-Stellungen (Surface-to-air-missile) bei Knin und bei Udbina.
Nach diesen Geschehnissen wurde am 30. August die Operation Deliberate Force gestartet, in deren Rahmen viele weitere Bodenangriffe geflogen wurden. Nachdem diese einen Monat andauernde Operation beendet war, begannen wieder Routineeinsätze im Rahmen der Operation Deny Flight, wobei auch in den letzten Wochen der Operation noch Bomben abgeworfen und Raketen verschossen wurden.
Am 15. Dezember 1995 wurde schließlich UN-Resolution 1031 beschlossen, welche die Resolutionen 781, 816, 824 und 936 ablöste, womit das Mandat der NATO für Operation Deny Flight endete. Offiziell wurde die Mission am 20. Dezember 1995 beendet.

## Bedeutung
Die Operation Deny Flight trug einen bedeutenden Teil zum Ausgang des Balkankonfliktes bei. Bedingt durch die starke serbische Militärpräsenz in der Region hätte eine Intervention der UN-Truppen ohne eigene Luftüberlegenheit vermutlich zu hohen Verlusten geführt. Durch die ständige Präsenz der NATO-Flugzeuge im bosnischen Luftraum konnten jedoch größere Angriffe auf die Blauhelme verhindert werden. Des Weiteren wurde durch die Operation Druck auf die Serben ausgeübt, der letztendlich zu deren Zustimmung zum Waffenstillstandsabkommen führte.

## Statistiken

### Generelle Statistiken
Fast 4.500 Soldaten aus zwölf NATO-Ländern (Belgien, Kanada, Dänemark, Frankreich, Deutschland (484 Soldaten), Italien, Niederlande, Norwegen, Spanien, Türkei, das Vereinigte Königreich und die Vereinigten Staaten) nahmen an der Operation Deny Flight teil.
Die Operation dauerte genau 983 Tage, während dieser Zeit hoben die teilnehmenden Flugzeuge insgesamt 100.420 Mal ab. Davon waren 23.021 Flüge zur Überwachung der Flugverbotszone, 27.077 Flüge mit dem Zweck der Luftnahunterstützung sowie Bombardierungen, 29.158 Flüge betrafen die Unterstützungs- und Logistikflüge von Tankern, Aufklärern und Transportflugzeugen, die restlichen 21.164 Flüge waren Trainingsmissionen.
Folgende Länder steuerten folgende Flugzeuge zur Operation Deny Flight bei:

### Teilnehmende Länder mit Ausrüstung

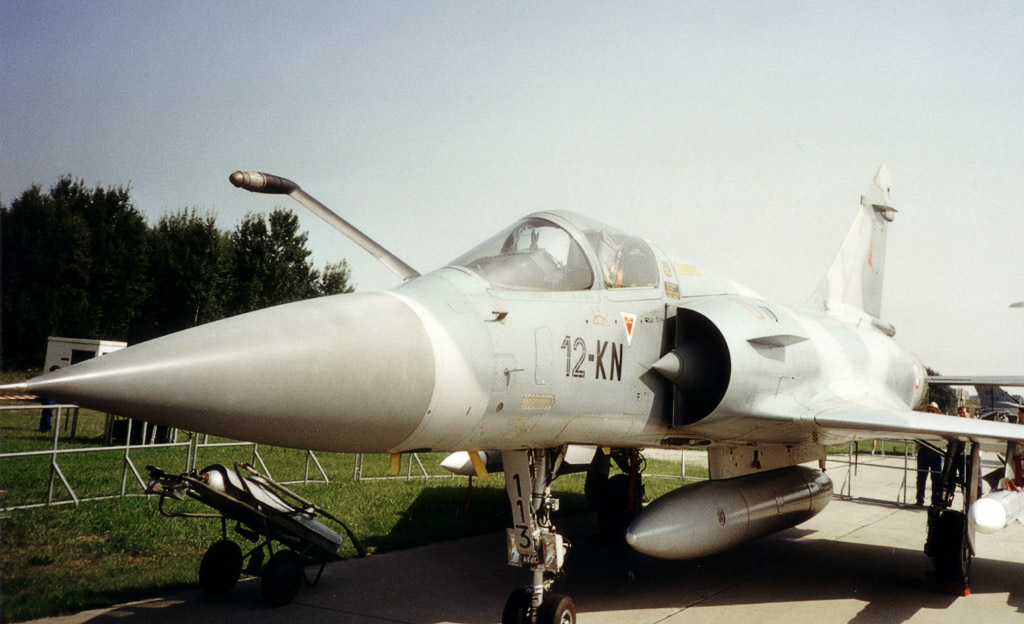
Eine Mirage 2000C

#### Frankreich
- 5 × Dassault Mirage F-1CR Aufklärungsflugzeuge auf der Istrana AB, Italien.
- 6 × Dassault Mirage 2000C Jagdflugzeuge (NFZ) (plus 3 auf Abruf) auf der Cervia AB, Italien.
- 4 × Dassault Mirage 2000K/D Bodenkampfflugzeuge (Luftnahunterstützung) (plus 3 auf Abruf) auf der Cervia AB.
- 6 × Dassault Super Étendard Jagdbomber (Luftnahunterstützung) auf einem Flugzeugträger in der Adria.
- 3 × Dassault Mirage F-1CT (Luftnahunterstützung) auf Abruf auf der Istrana AB.
- 1 × Boeing KC-135 Tankflugzeug in Istres, Frankreich.
- 1 × Boeing E-3F AEW auf der Avord AB.
- 6 × SEPECAT Jaguar Jagdbomber (plus 2 auf Abruf), auf der Istrana AB, Italien.
- 1 × Dassault Mystère Falcon 20 Transportflugzeuge auf der Capodichino AB, Italien.

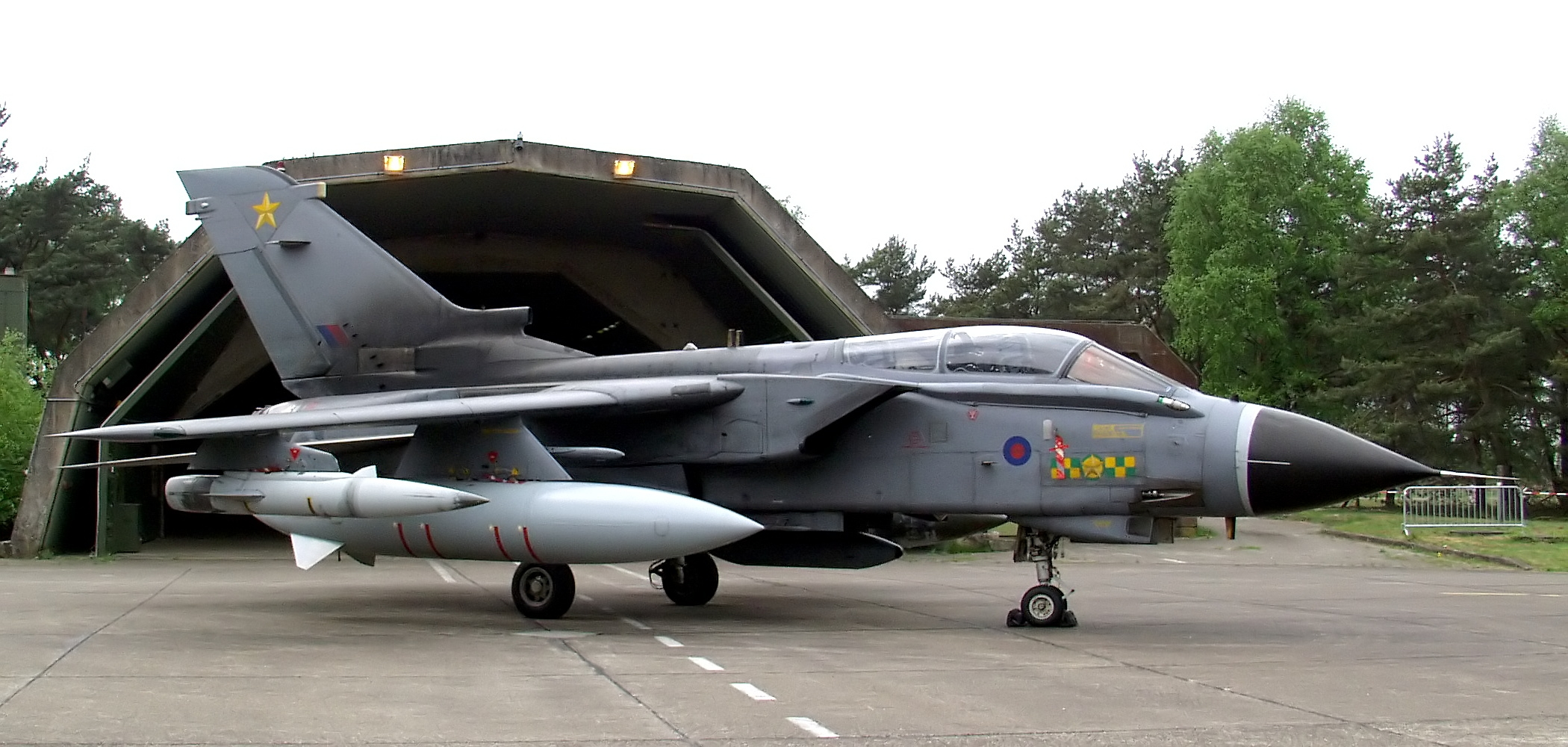
Panavia Tornado

#### Deutschland
- 14 × Panavia Tornado (UN Rapid Reaction Force support), Piacenza AB, Italien.

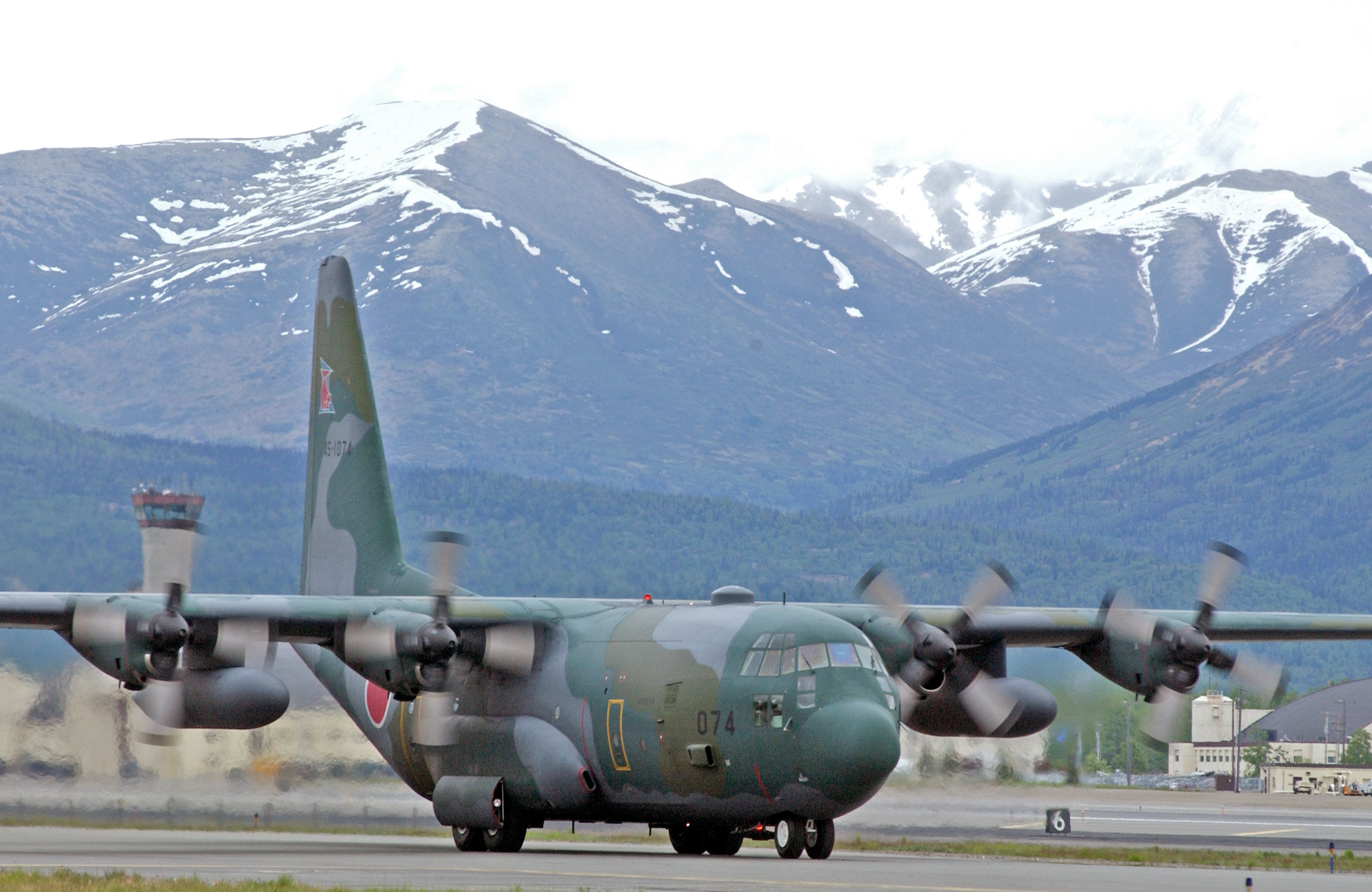
Ein C-130 Hercules Transporter

#### Italien
- 6 × Panavia Tornado (FBA) auf der Gioia del Colle AB, Italien.
- 2 × Panavia Tornado Aufklärungsflugzeuge auf der Gioia de Colle AB, Italien.
- 6 × Embraer AMX (Luftnahunterstützung) auf der Istrana AB, Italien.
- 1 × Lockheed C-130 Hercules Transportflugzeug auf der Pisa AB, Italien.
- 4 × Fiat G.222 auf der Pisa AB, Italien.
- 1 × Boeing KC-135 Tankflugzeug auf der Pratica di Mare AB, Italien.

#### Niederlande
- 4 × General Dynamics F-16A Jagdflugzeuge (NFZ) (plus 2 auf Abruf) auf der Villafranca AB, Italien.
- 5 × General Dynamics F-16A Bodenkampfflugzeuge (Luftnahunterstützung) (plus 2 auf Abruf) auf der Villafranca AB.
- 3 × General Dynamics F-16A Aufklärungsflugzeuge (plus 2 auf Abruf) auf der Villafranca AB.
- 1 × Lockheed C-130 Hercules Transportflugzeug auf der Rimini AB, Italien.
- 2 × Fairchild F-27 Transportflugzeuge auf der Rimini AB, Italien.

#### Norwegen
- 2 × Lockheed C-130 Hercules auf der Rimini AB, Italien.

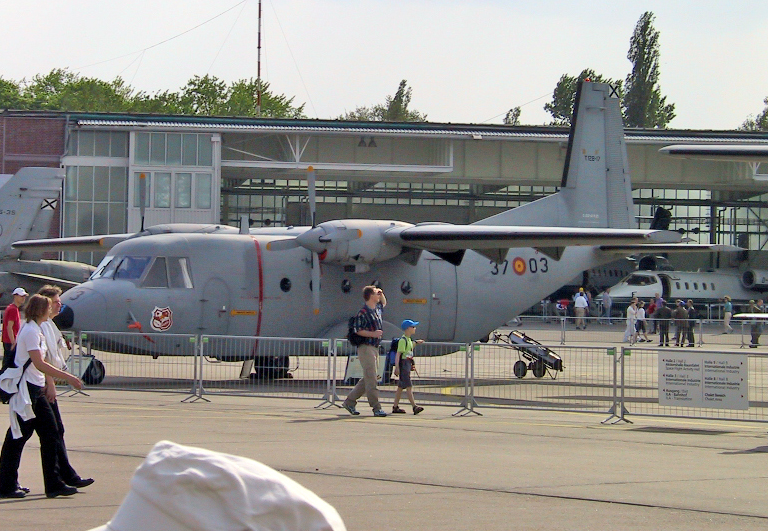
Eine CASA C-212 der spanischen Luftwaffe

#### Spanien
- 1 × CASA C 212 Transportflugzeug auf dem Dal Molin Military Airport, Vicenza, Italien.
- 8 × McDonnell Douglas EF-18 Jagdflugzeuge (Luftnahunterstützung/NFZ) auf der Aviano AB, Italien.
- 2 × Lockheed KC-130 Tankflugzeuge auf der Aviano AB.

#### Türkei
- 8 × General Dynamics F-16C Jagdflugzeuge (NFZ) (plus 10 auf Abruf) auf der Ghedi AB, Italien.

#### Vereinigtes Königreich
- 6 × Tornado F.Mk 3 Jagdflugzeuge (NFZ) auf der Gioia del Colle AB, Italien.
- 10 × Hawker Siddeley/McDonnell Douglas GR-7 Harrier (Luftnahunterstützung) auf der Gioia del Colle AB.
- 2 × Hawker Siddeley/McDonnell Douglas GR-7 Harrier Aufklärungsflugzeuge auf der Gioia del Colle AB.
- 6 × Hawker Siddeley/McDonnell Douglas Sea Harrier (Luftnahunterstützung/NFZ) auf einem Flugzeugträger in der Adria.
- 2 × Lockheed L-1011 TriStar Tankflugzeuge auf der Palermo AB, Sicily (Italien).
- 2 × Boeing E-3D auf der Aviano Air Base, Italien.

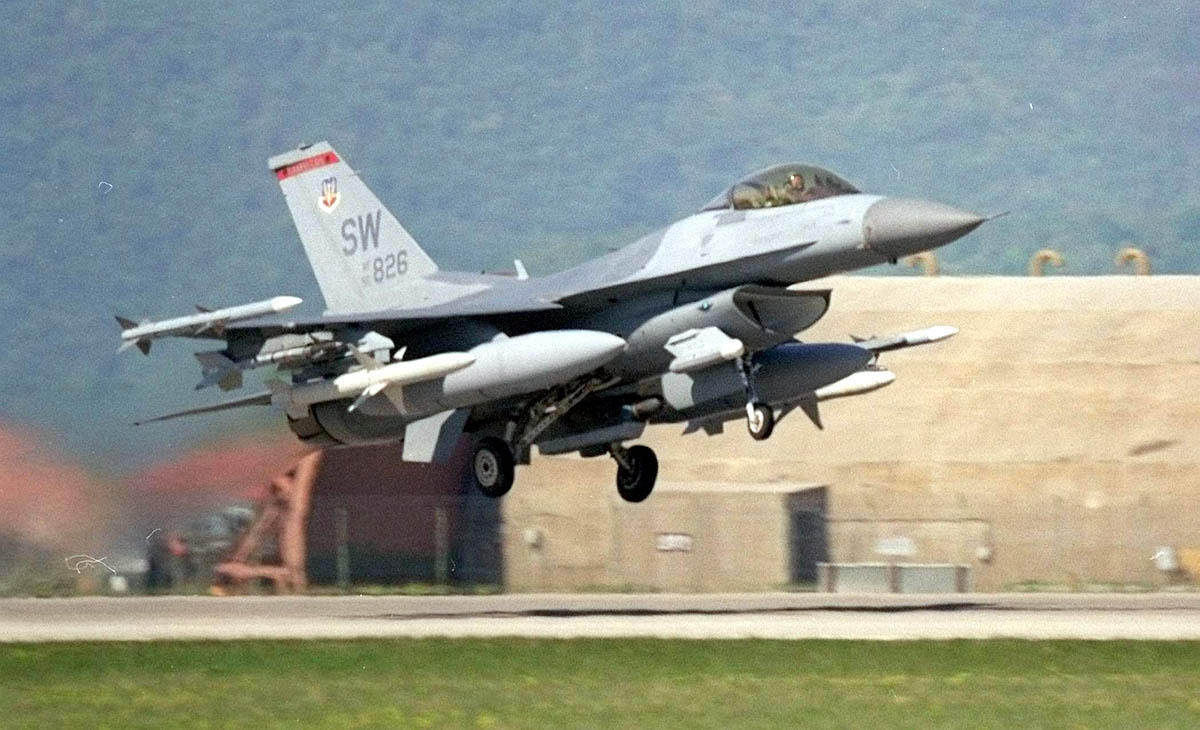
Eine F-16 startet von der Aviano AB (Bild von 1999)

#### USA
- 8 × USAF McDonnell Douglas F-15E (Luftnahunterstützung/NFZ) auf der Aviano AB.
- 12 × USMC McDonnell Douglas FA-18D (Luftnahunterstützung/NFZ), auf der Aviano AB.
- 12 × USAF General Dynamics F-16C/D (Luftnahunterstützung/NFZ) auf der Aviano AB.
- 12 × USAF Fairchild-Republic OA-10 Bodenkampfflugzeuge (Luftnahunterstützung) auf der Aviano AB.
- 6 × USAF General Dynamics EF-111A auf der Aviano AB, Italien.
- 3 × USAF Lockheed EC-130 Airborne Battlefield Command and Control Center auf der Aviano AB, Italien.
- 2 × USAF Lockheed EC-130 ELOKA auf der Aviano AB, Italien.
- 2 × USAF Lockheed AC-130 Gunship (Fliegendes Schlachtschiff) auf der Brindisi AB, Italien.
- 10 × USAF Boeing KC-135 Tankflugzeuge auf der Pisa AB, Italien und Istres, Frankreich.
- 6 × USMC Grumman EA-6B ELOKA auf der Aviano AB.
- 12 × USN McDonnell Douglas FA-18C Jagdflugzeuge (NFZ) auf einem Flugzeugträger in der Adria.
- 6 × USN McDonnell Douglas FA-18C auf einem Flugzeugträger in der Adria.
- 6 × USN Grumman EA-6B ELOKA auf einem Flugzeugträger in der Adria.
- 4 × USN Grumman EA-6B ELOKA auf der Aviano AB.
- 5 × USAF McDonnell Douglas KC-10 Tankflugzeuge auf der Genova AB, Italien.

#### NATO Airborne Early Warning Force aircraft (Frühwarnflugzeuge AWACS)
- 8 × Boeing E-3A auf dem NATO-Flugplatz Geilenkirchen (Deutschland), dem Flughafen Trapani (Italien) und Akteon (Griechenland).